# روبرت کاتز
روبرت کاتز (انگلیسی: Robert Katz؛ ‏ ۲۷ ژوئن ۱۹۳۳ – ۲۰ اکتبر ۲۰۱۰) نویسنده، رمان‌نویس، فیلم‌نامه‌نویس، روزنامه‌نگار و استاد دانشگاه اهل ایالات متحده بود.
از فیلم‌های او می‌توان به پوست اشاره کرد.